# Sarracín
Sarracín ist eine Gemeinde (municipio) mit 261 Einwohnern (Stand: 2024) in der Provinz Burgos in der nordspanischen Autonomen Region Kastilien-León.

## Lage
Sarracín liegt in der vom Río Ausin durchflossenen kastilischen Hochebene (meseta) in einer Höhe von etwa 870 Metern ü. d. M. und ist knapp elf Kilometer (Fahrtstrecke) in südlicher Richtung von der Stadt Burgos entfernt. Die ebenfalls am Río Ausín gelegenen Nachbarorte Villariezo und Arcos de la Llana liegen knapp sechs bzw. zehn Kilometer westlich.

## Bevölkerungsentwicklung
| Jahr      | 1960 | 1970 | 1981 | 1991 | 2001 |
| Einwohner | 251  | 210  | 167  | 146  | 271  |

In der zweiten Hälfte des 19. und in der ersten Hälfte des 20. Jahrhunderts schwankte die Bevölkerungszahl stets zwischen etwa 200 und 350 Einwohnern. Danach führte die Mechanisierung der Landwirtschaft zu einer Abwanderung eines großen Teils der Bevölkerung in die Städte. Die Nähe zu Burgos und die vergleichsweise niedrigen Grundstückspreise haben um die Jahrtausendwende zu einem Wiederanstieg der Bevölkerung geführt.

## Wirtschaft
Die Region ist seit Jahrhunderten wesentlich von der Landwirtschaft geprägt. Der Tourismus spielt kaum eine Rolle.

## Geschichte
Eine Familie mit Namen Sarracino wird in einer Urkunde des Jahres 963 erstmals erwähnt. Der Name ging im Hochmittelalter auf ein kleines Kloster und einen Ort gleichen Namens über. Auch scheint eine Burg (castillo) existiert zu haben. Im 15. und 16. Jahrhundert entstand etwa einen Kilometer südöstlich der Palacio de Saldañuela.

## Sehenswürdigkeiten

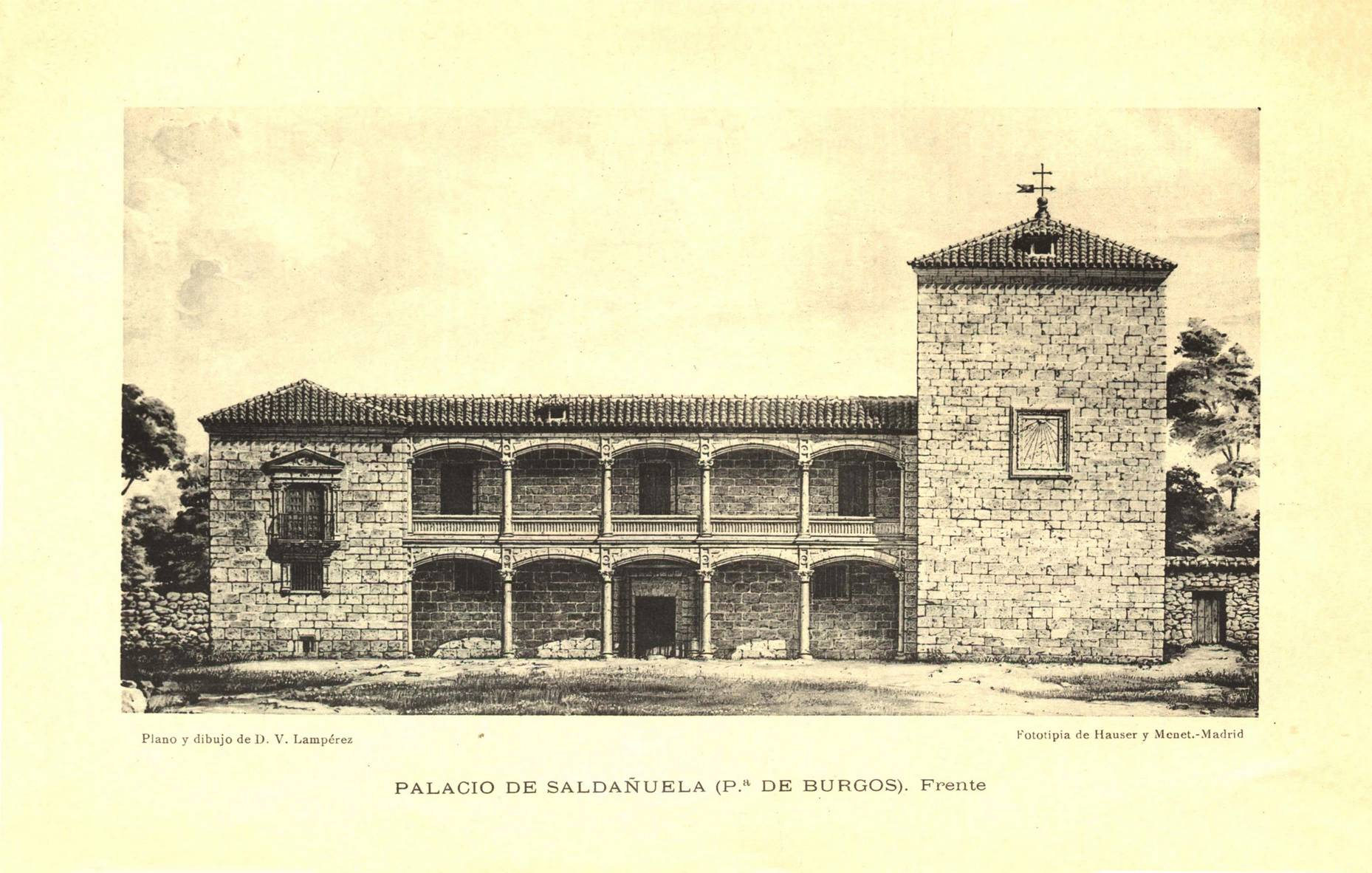
Palacio de Saldañuela um 1900

- Der Palacio de Saldañuela geht auf eine spätmittelalterliche Burg zurück, von der nur noch der Hauptturm (torre de homenaje) stehenblieb. Die Initiative zum Bau des eigentlichen Palastes mit seiner harmonisch gestalteten Südgalerie stammt von Doña Isabel de Osorio (1522–1589), einer langjährigen Geliebten Philipps II., mit der der Monarch angeblich zwei Kinder hatte. Der um 1562 fertiggestellte Bau mit seinem schönen Innenhof wurde im 20. Jahrhundert von der Caja Burgos erworben und diente als Gemäldegalerie und Gästehaus; er ist im Jahre 2010 zu einem Hotel umgebaut worden.
- Die Pfarrkirche war ursprünglich ein einschiffiger Bau mit einer breit gelagerten, wehrhaft wirkenden Fassade. Das Innere wurde Ende des 20. Jahrhunderts komplett umgestaltet.
- Die Einsiedlerkirche (Ermita del Cristo de los Buenos Temporales), ein einschiffiger Bau mit einem Glockengiebel (espadaña), scheint der gleichen Zeit anzugehören wie der Palacio de Saldañuela. Die Ecken des Giebelfeldes sind mit kleinen Obelisken und Kugeln geschmückt, die entfernt an den etwa gleichzeitigen Bau des Escorial erinnern.
- Der Torre de los Salamanca ist der einzige Überrest einer mittelalterlichen Burg oder eines befestigten Gutshofes. Er ist auch unter dem Namen palomar („Taubenhaus“) bekannt.